# Cicindela marginipennis
Cicindela marginipennis là một loài tiger beetle bản địa của miền đông Bắc Mỹ. Its range is primarily miền đông Hoa Kỳ but it also occurs in New Brunswick, Canada ở đó nó is listed as endangered.